# Ockragult gulvingsfly
Ockragult gulvingsfly, Cirrhia gilvago är en fjärilsart som beskrevs av Michael Denis och Ignaz Schiffermüller 1775. Enligt Artfakta ingår Ockragult gulvingsfly i släktet Cirrhia men enligt Catalogue of Life är Cirrhia istället ett undersläkte i släktet Xanthia. Enligt båda källorna ingår arten i familjen nattflyn, Noctuidae. Arten är reproducerande i både Sverige och Finland. Den svenska populationen bedömd som nära hotad, NT, medan den finska populationen är bedömd som Livskraftig, LC. I Sverige förekommer arten i lämpliga livsmiljöer från Skåne i söder och norr ut inklusive Öland och Gotland med nordgräns i Uppland, Västmanland och Värmland. I Finland finns arten främst i landskapen längs sydkusten.  En underart finns listad i Catalogue of Life, Xanthia (Cirrhia) gilvago bathi Döring, 1934

## Bildgalleri

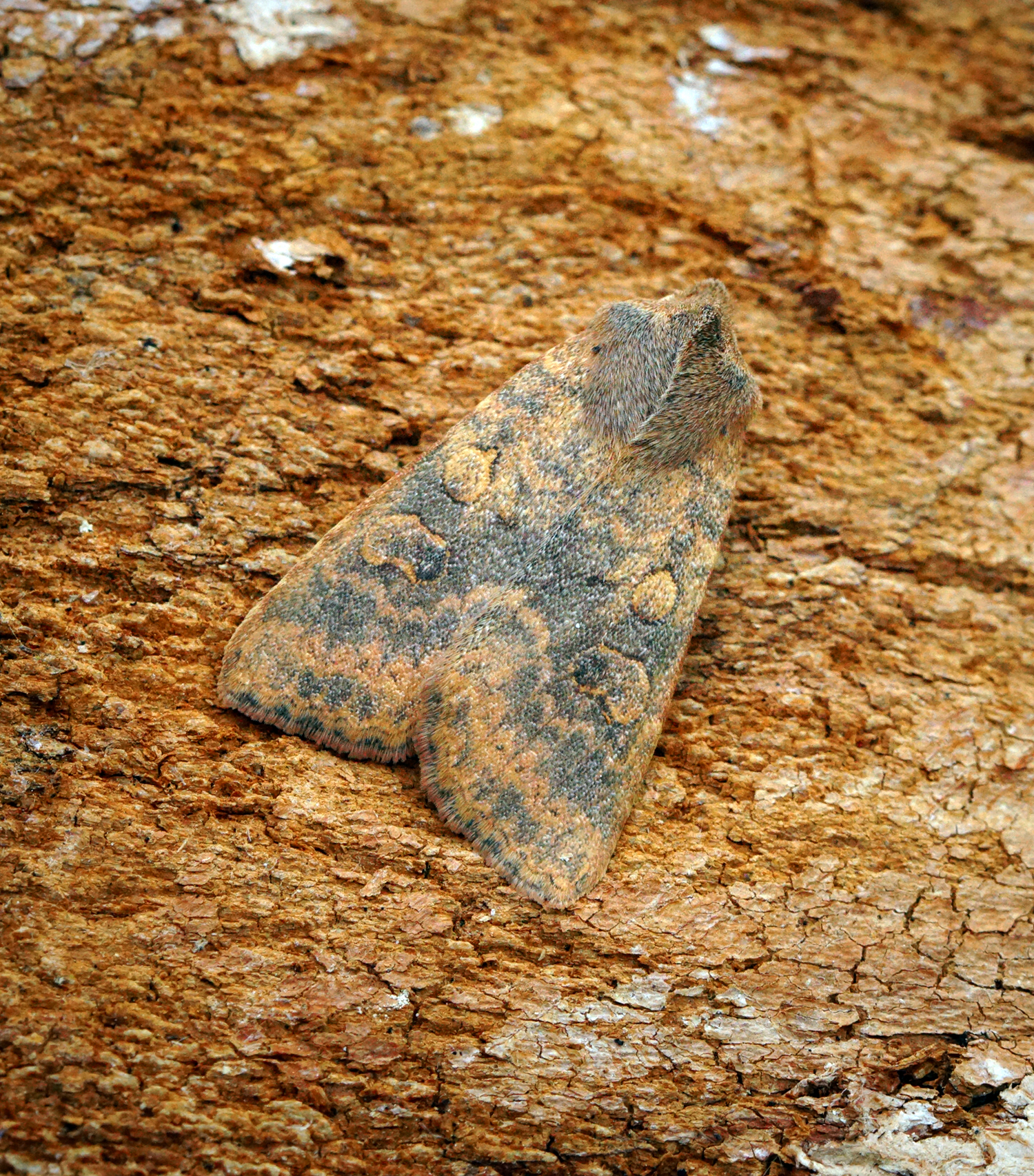
Imago fjäril
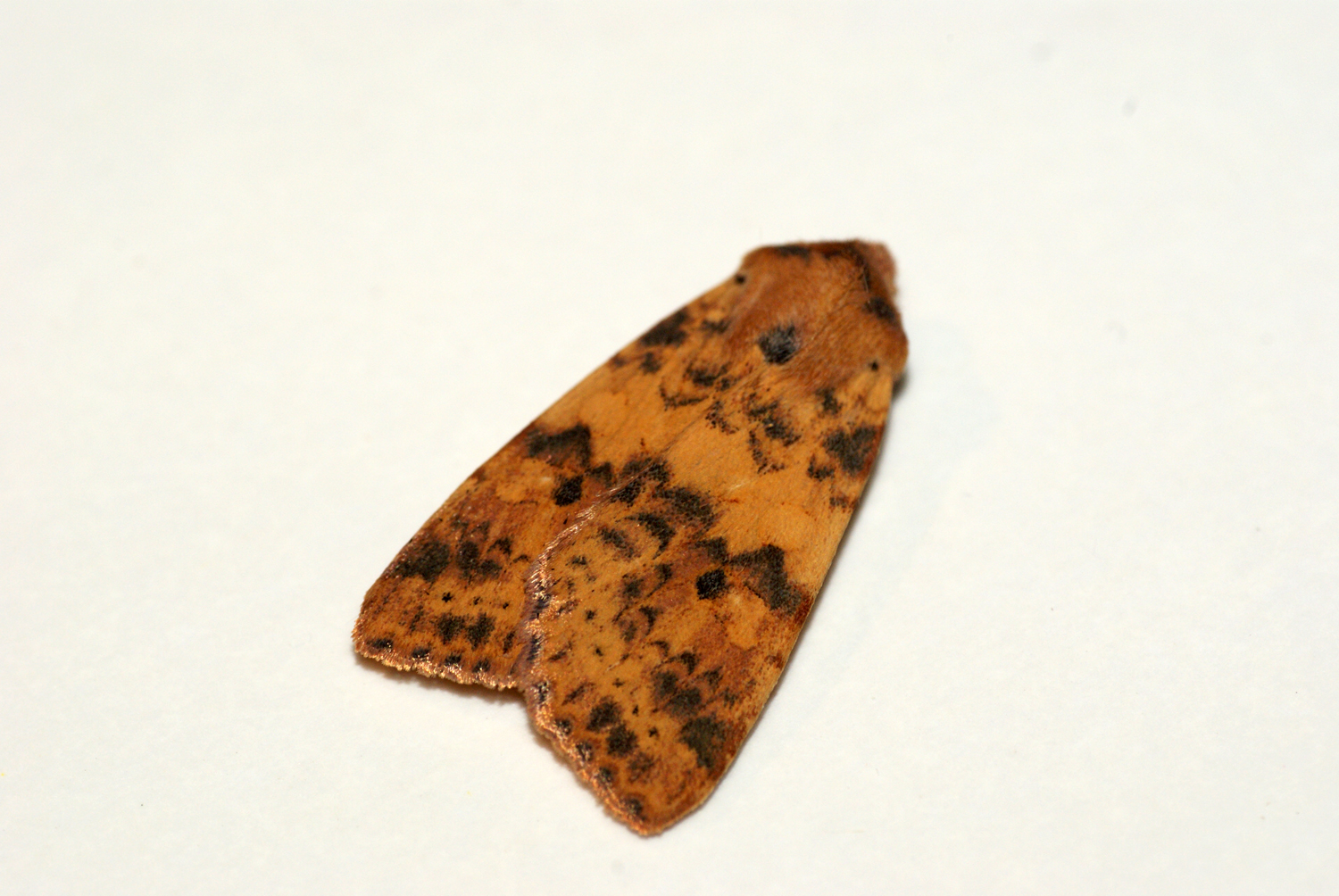
Imago fjäril
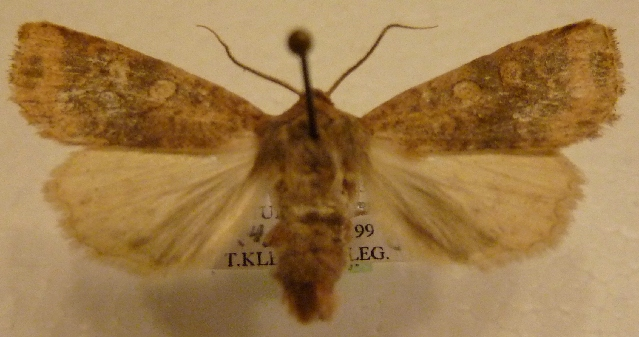
Preparerad (uppnålad) imago fjäril.